# Umberto D.
Umberto D. è un film drammatico del 1952 diretto da Vittorio De Sica.
Nonostante sia considerato da buona parte della critica una delle migliori opere cinematografiche di De Sica e uno dei capolavori del Neorealismo nel cinema, Umberto D. fu uno dei film del regista meno apprezzati dal pubblico; quando uscì nelle sale cinematografiche incontrò critiche e ostacoli perché, come con il precedente Ladri di biciclette, alcuni lamentarono il fatto che vi veniva mostrata la realtà del tempo con drammatico realismo.
La pellicola è un omaggio del regista a suo padre, Umberto De Sica, con cui aveva un rapporto molto forte.
Venne presentata al Festival di Cannes 1952, e ricevette una candidatura all'Oscar al miglior soggetto.

## Trama
Roma. Un corteo manifestante non autorizzato di pensionati, i cui cartelli recitano «Aumentate le pensioni! Abbiamo lavorato tutta una vita!», viene fatto sgomberare dalla polizia. Alcuni anziani si rifugiano nell'atrio di un edificio: fra loro c'è Umberto Domenico Ferrari, per trent'anni funzionario al Ministero dei lavori pubblici con una pensione di diciottomila lire al mese. A mezzogiorno Umberto va alla mensa dei poveri, dove vende il suo orologio per tremila lire per poter pagare l'affitto. Tornato a casa, trova la sua camera occupata momentaneamente da una coppietta a cui la padrona ha subaffittato la stanza in sua assenza: egli protesta, ma la donna in risposta lo minaccia di sfratto se lui non paga gli arretrati.
Umberto in cucina parla con la giovane e comprensiva serva Maria, la quale gli rivela di essere incinta ma di non sapere chi sia il padre del bambino, dacché frequenta due uomini, e che entrambi i suoi innamorati, un soldato di Firenze e uno di Napoli, vogliono sottrarsi a tale responsabilità. Umberto rimane solo con il suo unico amico, il cane Flaik. La padrona intanto rifiuta l'offerta delle tremila lire che lui aveva rimediato in precedenza, pretendendo invece l'intero ammontare dell'affitto, come fa pure quando Umberto, rimediate altre duemila lire dalla vendita di alcuni libri, arriva a offrirgliene cinquemila. Febbricitante, l'uomo si corica sul letto. Il giorno dopo, affetto da tonsillite, si fa ricoverare in ospedale, dove vanno a fargli visita Maria e Flaik e dove cerca di rimanere quanti più giorni possibile, così da risparmiare sulla pigione e poter saldare il suo debito.
Quando esce dall'ospedale lascia l'indirizzo al suo vicino di letto ma, tornato a casa, scopre che sono in corso lavori di ristrutturazione in vista del matrimonio della padrona, la quale vuole trasformare la sua stanza in un salotto per ricevimenti mondani. Mentre cerca il cane, Umberto trova Maria in lacrime, abbandonata dai due militari restii ad assumersi la responsabilità della peraltro incerta paternità. La giovane gli comunica che l'animale è scappato di casa dopo che la padrona aveva deliberatamente lasciato la porta aperta. In apprensione per Flaik, l'uomo si reca al canile dove lo ritrova giusto in tempo per evitarne la soppressione.
In giro per la città si imbatte in un vecchio amico, ora agiato pensionato, al quale confida la sua difficile situazione ma l'amico si tira indietro con la scusa di avere fretta di prendere il tram. Vedendo la facilità con cui un mendicante riesce a farsi dare l'elemosina, Umberto prova a sua volta a chiederla, ma la sua dignità glielo impedisce. Prova allora a far chiedere l'elemosina a Flaik facendogli tenere il cappello in bocca mentre lui se ne sta nascosto in disparte ma quando passa di lì un commendatore suo conoscente, Umberto se ne vergogna e fa finta di niente, sostenendo che Flaik stava solo giocando.

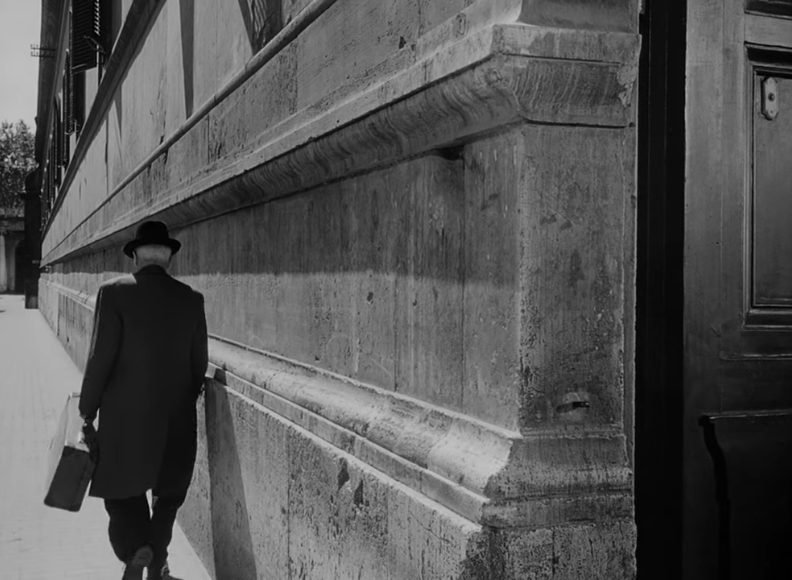
Umberto esce dall'ospedale.

Tornato nella sua stanza devastata dai lavori in corso Umberto si rassegna e inizia a pensare al suicidio. Il mattino successivo prepara la valigia, saluta Maria e prende il tram. Vuole lasciare Flaik in una pensione per cani, ma capisce che i tenutari sono persone superficiali e senza scrupoli che non amano gli animali e così ci ripensa. Va al parco e tenta di donarlo a una ragazzina che conosce, ma la sua governante glielo impedisce categoricamente. Comunque deciso a suicidarsi oltrepassa un passaggio a livello con in braccio Flaik, portandosi vicino ai binari mentre sta sopraggiungendo il treno.

Il cane però intuisce il pericolo e, terrorizzato, si divincola dalla stretta di Umberto liberandosi e scappando verso il parco; il treno passa via e Umberto rincorre il cane che va a nascondersi dietro un albero, non fidandosi più del suo padrone; ma il vecchio lo sprona a giocare con lui, lanciando lontano una pigna e invitandolo a riprenderla: i due così si riconciliano e, mentre continuano a giocare, si allontanano nel vialetto.

Carlo Battisti con il cane Flaik

## Produzione
La scena dell'ospedale venne girata nell'Ospedale di San Giacomo degli Incurabili.

### Cast
- Carlo Battisti, che interpreta Umberto D., era professore di glottologia all'Università di Firenze e autore, insieme a Giovanni Alessio e altri collaboratori, del Dizionario Etimologico Italiano (DEI, in cinque volumi, pubblicato negli anni 1950-1957). Era una celebrità nel suo campo, dacché a lui si devono numerose pubblicazioni di linguistica e glottologia, ma totalmente sconosciuto al grande pubblico: questa è l'unica sua partecipazione cinematografica.[3]
- Maria Pia Casilio è un'altra attrice non professionista che, a differenza di Carlo Battisti, resterà nel cinema come caratterista.[4] Venne pagata moltissimo per l'epoca, ben due milioni di lire, che fu lei stessa a pretendere senza essere consapevole dell'entità della richiesta; Vittorio De Sica accettò perché la ritenne un volto importante per la sua storia e una presenza cinematografica interessante.

## Distribuzione
La pellicola uscì nelle sale cinematografiche italiane il 20 gennaio 1952, e in Francia, in occasione della promozione al Festival di Cannes di quell'anno, uscì il 29 aprile seguente; mentre negli Stati Uniti il film venne distribuito solo 3 anni dopo, il 7 novembre 1955.

## Accoglienza

### Incassi
Fino al 31 marzo 1959, il film incassò esattamente 107.789.917 lire. Negli USA il film guadagnò altri 74.308 dollari.

### Critica
- A proposito di questo film, Giulio Andreotti, all'epoca sottosegretario allo Spettacolo, scrisse su Libertà: «Se è vero che il male si può combattere anche mettendone a nudo gli aspetti più crudi, è pur vero che, se nel mondo si sarà indotti - erroneamente - a ritenere che quella di Umberto D. è l'Italia della metà del XX secolo, De Sica avrà reso un pessimo servizio alla sua patria, che è anche la patria di Don Bosco, del Forlanini e di una progredita legislazione sociale».
- Riguardo al film, il grande critico cinematografico dell'epoca Gian Piero Brunetta scrisse la seguente recensione:Il dramma si consuma attraverso una narrazione lineare, che segue e scompone le azioni elementari (…) Lo sguardo giunge a una soglia di percezione della realtà oltre la quale pare impossibile spingersi (…) Umberto D. segna il punto limite nella sperimentazione di un tipo di film costruito sul principio della sottrazione e della negazione delle possibilità narrative spettacolari.[8]
- Roger Ebert ha incluso il film nella sua selezione di film preferiti, scrivendo che Umberto D.  «è la storia della lotta del vecchio per non cadere nella povertà e nella vergogna, ma non perdendo mai la propria dignità. Potrebbe essere il migliore dei film neorealisti italiani - quello più naturale, che si sforza di far comprendere al pubblico il suo messaggio».[9]
- Anche Ingmar Bergman ha citato il film fra i suoi preferiti, citando la possibilità di ritenerlo il suo preferito in assoluto.[10]
- Il regista Martin Scorsese ha incluso la pellicola nel suo elenco chiamato "39 film stranieri essenziali per un giovane regista".[11]

## Riconoscimenti
- 1957 - Premi Oscar
  - Candidatura per il miglior soggetto a Cesare Zavattini[12]
- 1952 - Festival di Cannes
  - Candidatura alla Palma d'Oro a Vittorio De Sica[13]
- 1955 - New York Film Critics Circle Award
  - Miglior film in lingua straniera

Il film è stato poi inserito nella lista dei 100 film italiani da salvare, le "100 pellicole che hanno cambiato la memoria collettiva del Paese tra il 1942 e il 1978". Poi anche lo statunitense Time nel 2005 ha inserito la pellicola nella lista "100 film migliori di tutti i tempi".

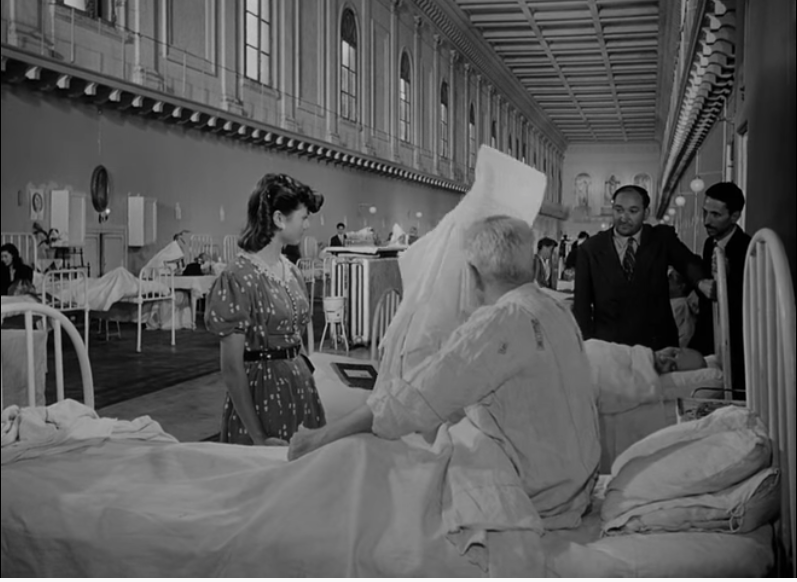
Il protagonista nella nota scena dell'ospedale

## Remake
Nel 2008 il film ha visto un rifacimento interpretato da Jean-Paul Belmondo, reduce da un devastante colpo apoplettico (ictus); la pellicola, dal titolo Un uomo e il suo cane (titolo originale in francese: Un homme et son chien, regia di Francis Huster), ha recuperato il titolo originale della pellicola, poi cambiato dalla distribuzione.